# Mystus castaneus
Mystus castaneus és una espècie de peix de la família dels bàgrids i de l'ordre dels siluriformes.

## Morfologia
Els mascles poden assolir els 14,4 cm de longitud total.

## Distribució geogràfica
Es troba a Indonèsia i Malàisia, incloent-hi Borneo.